# Pomar de Valdivia
Pomar de Valdivia és un municipi de la província de Palència a la comunitat autònoma de Castella i Lleó (Espanya).

## Divisió administrativa
Comprèn les pedanies de:
- Báscones de Valdivia.
- Camesa de Valdivia.
- Cezura.
- Helecha de Valdivia.
- Lastrilla.
- Porquera de los Infantes.
- Quintanilla de las Torres.
- Rebolledo de la Inera.
- Respenda de Aguilar.
- Revilla de Pomar.
- Villaescusa de las Torres.
- Villallano.
- Villarén de Valdivia.

## Demografia
| 1991 | 1996 | 2001 | 2004 |
| ---- | ---- | ---- | ---- |
| 650  | 543  | 543  | 531  |